# Urmein
Urmein est une commune suisse du canton des Grisons, située dans la région de Viamala.